# Tassilo Zöpf
Tassilo Zöpf (manchmal auch Thassilo Zöpf) (* 1723; † 1807) war ein deutscher Stuckateur.

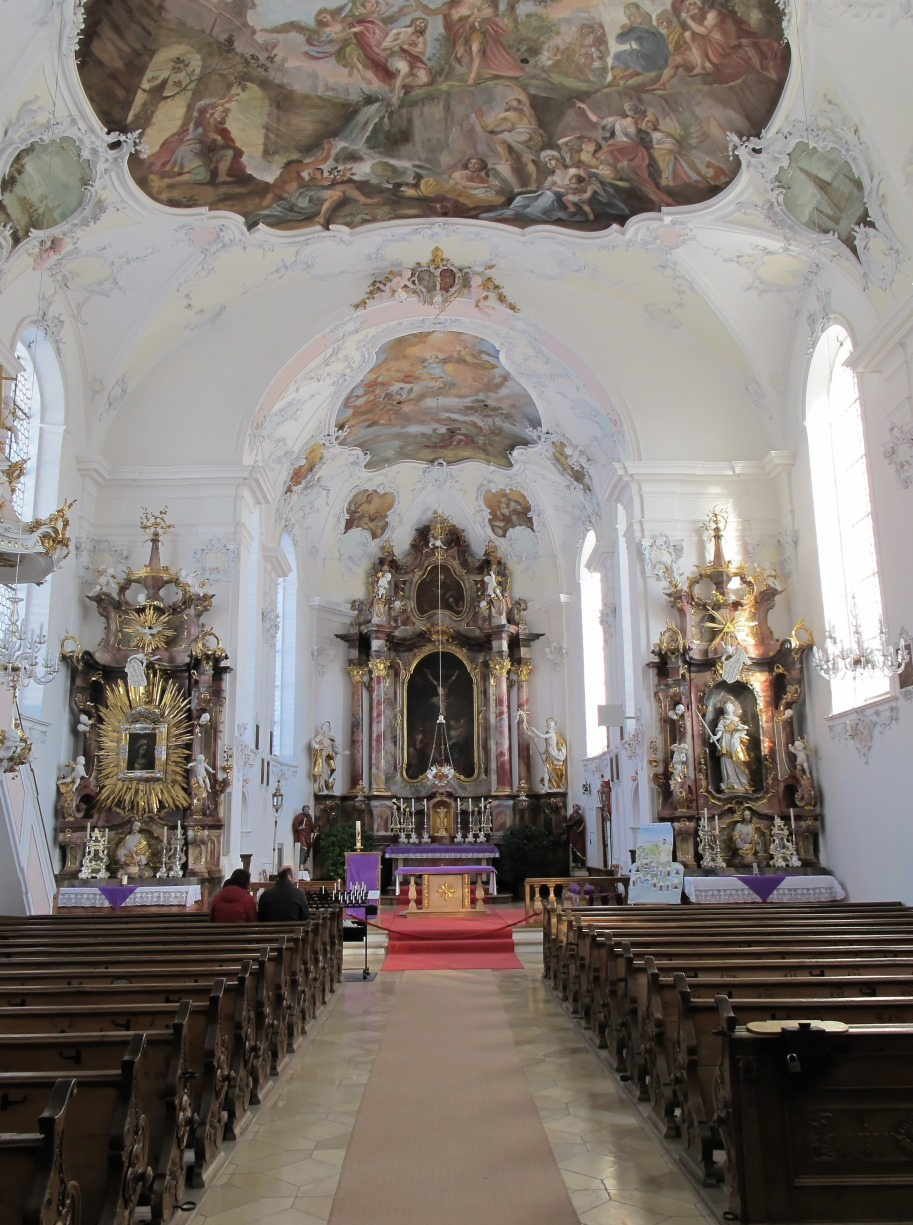
Pfarrkirche St. Johann Baptist in Wessobrunn, Stuckarbeiten und Altäre von Thassilo Zöpf

Zöpf war ein Laienbruder der ehemaligen Benediktinerabtei zu Wessobrunn. Er schuf in der Pfarrkirche St. Johannes Baptist als Bildhauer den Choraltar und einen Seitenaltar aus Stuckmarmor, die Kanzel sowie die gesamte Stuckierung. Der Hochaltar gilt als ein Spätwerk Zöpfs. Er schuf auch die Stuckierungen in der Kirche St. Vitus in Egling an der Paar.

## Weitere Werke
- ab 1750: Stuck in St. Baptist in Wessobrunn
- um 1760: Mitarbeit in der Zisterzienserstiftskirche Fürstenfeldbruck
- 1763 Stuck in der Portenkapelle in Kloster Aldersbach
- 1767: Stuck in der Pfarrkirche St. Johannes Baptist in Inning am Ammersee
- 1768: Stuck für St. Sebastian in Aschering
- 1768: Stuck für St. Jacobus in Landstetten
- 1769: Entwürfe für die Seitenaltäre Mariä Himmelfahrt (Bernried am Starnberger See)
- 1769: Stuck in der Klosterkirche in Spalt
- 1770: Stuck in der Kirche St. Michael in Widdersberg
- 1770/77: Stuck in St. Vitus
- 1775/76: Stuck in der Pfarrkirche St. Sixtus in Moorenweis
- 1788 Stuck für die Klosterbibliothek Polling